# Ayathekla

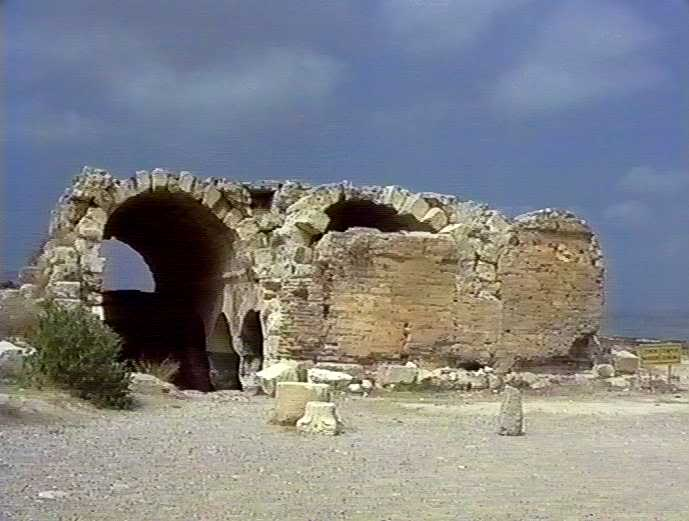
Zisterne

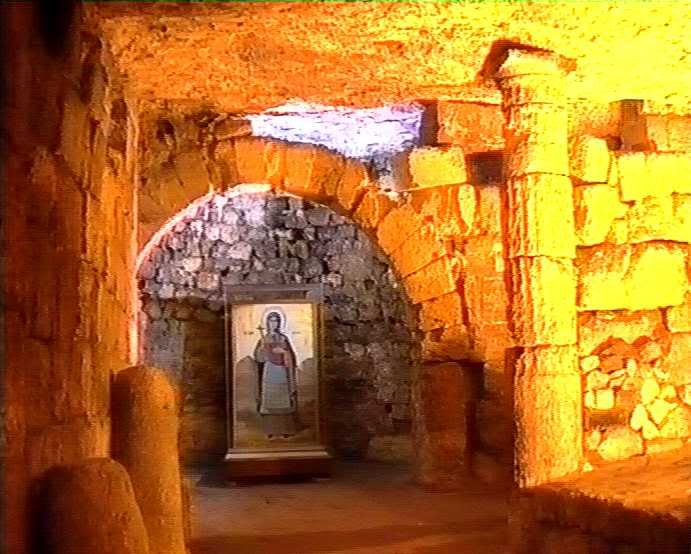
Höhlenkirche

Ayathekla, auch Ayatekla, vom griechischen Ἁγια Θεκλα, Hagia Thekla, dt. Heilige Thekla, auch Meriamlik, ist der türkische Name einer Wallfahrtsstätte der Heiligen Thekla. Der Ort liegt im Süden der Kreisstadt Silifke, des antiken Seleukia am Kalykadnos, in der türkischen Provinz Mersin, etwa zwei Kilometer südöstlich der dortigen Burg.

## Geschichte

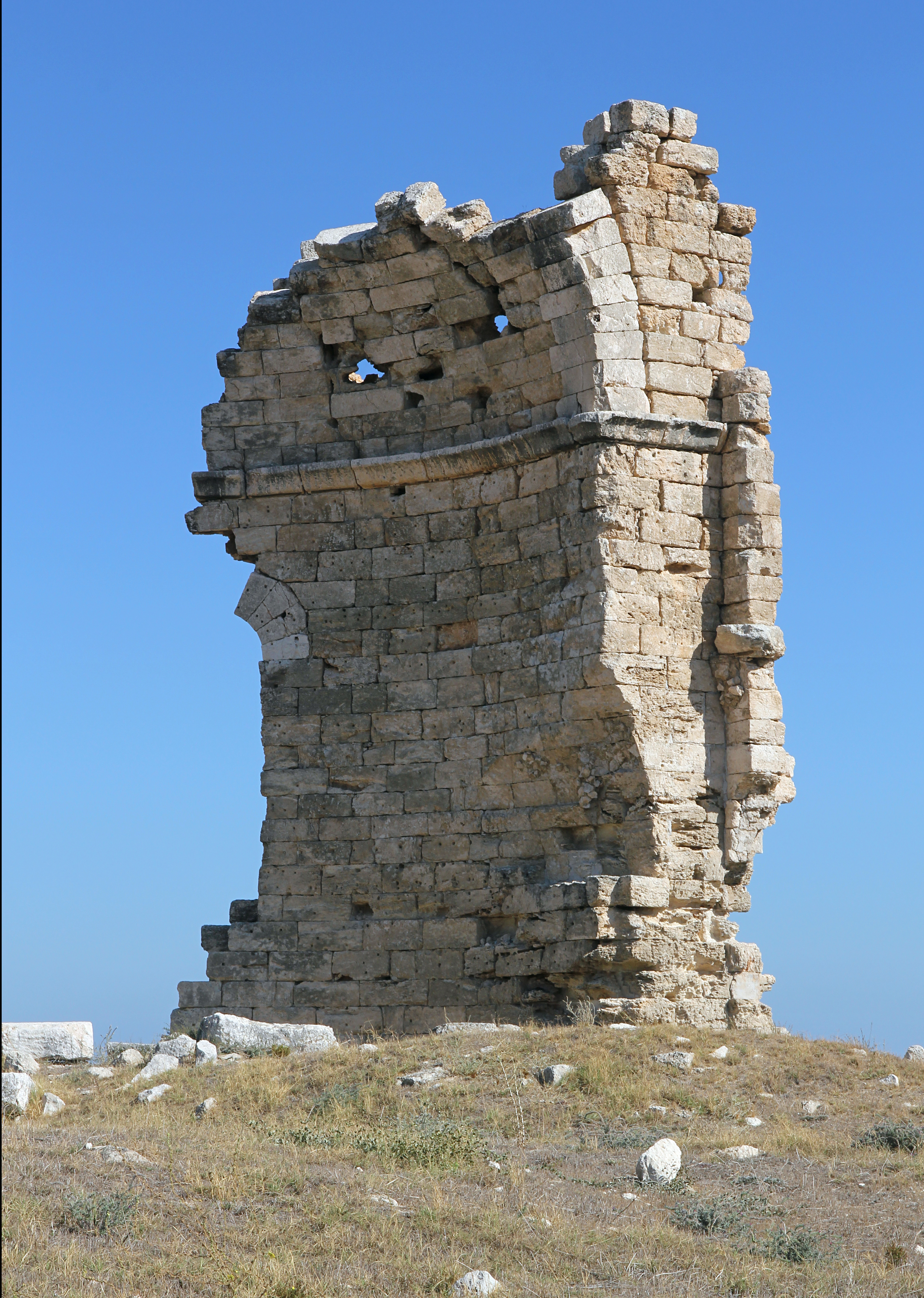
Reste der Apsis der Basilika

Der Legende nach verbrachte die heilige Thekla, ursprünglich eine vornehme Jungfrau aus Ikonion, nach ihrer Bekehrung durch den Apostel Paulus und längeren Verfolgungen im 1. Jahrhundert n. Chr. hier in einer Höhle ihren Lebensabend und ist hier auch begraben. Im 2. Jahrhundert wurde über dieser Höhle und ihrem Schrein eine erste Kirche errichtet. In der Mitte des 4. Jahrhunderts wurde, im Zuge der Auseinandersetzungen zwischen Römern und Isauriern, eine christliche isaurische Adlige namens Bassiane im Heiligtum als Geisel gehalten. Obwohl die Schwangere das feuchtheiße Klima nicht vertrug und in Ohnmacht fiel, wurde sie nach der Legende von der Heiligen gerettet. Der Ort entwickelte sich zum vielbesuchten Wallfahrtsziel, vor allem für Pilgerinnen. 374 zog sich Gregor von Nazianz für einige Zeit in die Räumlichkeiten zurück, im Jahr 384 besuchte die geweihte Jungfrau Egeria die Stätte auf der Rückreise von ihrer Pilgerfahrt ins Heilige Land. In ihrem Itinerarium berichtet sie über die Kirche und zahlreiche Mönchszellen in der Umgebung. Der Standort dieser ersten Kirche konnte noch nicht lokalisiert werden. Kurz darauf wurde der Heiligenschrein in eine Höhle am Südhang des Hügels verbracht, in die eine dreischiffige Krypta gebaut wurde. Zur Zeit von Egerias Besuch war der Pilgerbereich durch eine starke Mauer umgeben worden, zum Schutz gegen Überfälle von räuberischen Isauriern.
476 baute der oströmische Kaiser Zenon der Isaurier das Heiligtum weiter aus, indem er eine Basilika anfügte. Ende des 5. bis Anfang des 6. Jahrhunderts entfaltete sich eine rege Bautätigkeit, es wurden mindestens zwei weitere Kirchen, ein öffentliches Bad und mehrere Zisternen errichtet. In Korasion, Korykos, Olba, Seleukia und Anemurion wurden Grab- und Weihinschriften gefunden, die auf die Heilige Thekla Bezug nahmen.
In osmanischer Zeit wurde das Gelände der Maria zugerechnet und deshalb Meriamlik genannt, die Bezeichnung hat sich bis heute gehalten. Unter diesem Namen beschreibt auch der französische Reisende Victor Langlois in seinem 1861 erschienenen Bericht über seine Kilikienreise den Ort.

## Anlage

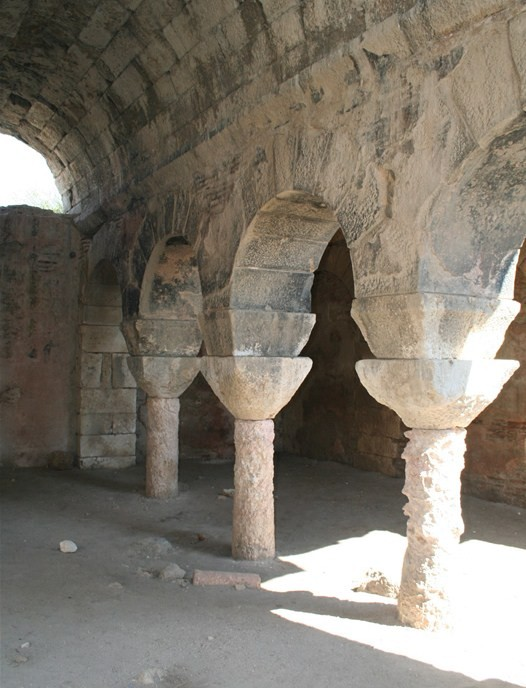
Zisterne

Der heilige Bezirk liegt auf abschüssigen Kalksteinzungen an der heutigen Ayatekla Sokak im Süden von Silifke, im weitläufigen Nekropolenbereich von Seleukia, von dem zahlreiche Grabhöhlen im Gelände zu sehen sind. Am Parkplatz ist der Eingang zur unterirdischen Kirche. Hierbei handelt es sich um eine dreischiffige Säulenkirche von 17 m Länge. Vom Eingang im Süden betritt man einen Narthex mit Tonnengewölbe. Von dort gelangt man ins Mittelschiff, von dem durch zwei Reihen dorischer Säulen die Seitenschiffe abgegrenzt sind. Im Norden liegen natürlich geformte Höhlenräume, nach der Überlieferung die Wohnräume der Heiligen. An eine halbrunde Apsis schließt sich im Süden ein Pastophorion (Aufenthaltsstätte des Priesters) an.
Über der Höhle befand sich die Thekla-Basilika, von der heute nur noch ein Stück der Apsis erhalten ist. Aufgrund archäologischer Befunde wurde eine dreischiffige Säulenbasilika erschlossen mit Abmessungen von etwa 70 × 40 m. Ihr war ein Narthex mit Freitreppe vorgelagert, von dem aus man in die drei Schiffe mit je 15 Säulen gelangte. An die Apsis, die über vier halbrunde Doppelfenster verfügte, schlossen sich auf beiden Seiten kapellenartige Nebenräume an. Im Süden war auf der gesamten Länge der Kirche eine Vorhalle angelagert, die dem Bauwerk einen repräsentativen Charakter verlieh.
Um Höhle und Kirche erstreckt sich ein Temenosbezirk, der von einer Befestigungsmauer umgeben ist. Innerhalb dieses Bereichs lagen mehrere Zisternen sowie ein Kloster. Eine der Zisternen ist freigelegt und zu besichtigen. Nördlich des befestigten Bereichs lagen ein öffentliches Bad sowie mindestens zwei weitere Kirchen, die sogenannte Kuppelkirche und die noch nicht ergrabene Nordkirche. Bei der Kuppelkirche, die ins späte 5. Jahrhundert datiert wird, handelt es sich um eine dreischiffige Emporenkirche mit im Westen vorgelagertem halbrundem Atrium und Narthex. Ob sie wirklich überkuppelt oder vielmehr, vergleichbar der Ostkirche im nahegelegenen Alahan Manastırı, mit einem achteckigen hölzernen Pyramidendach bedeckt war, ist umstritten.
Im syrischen Ort Maalula liegt mit der Höhle Mağarat Mār Taqlā ein weiterer Wallfahrtsort der Heiligen Thekla, der ebenfalls für sich in Anspruch nimmt, das Grab der Heiligen zu beherbergen (Kloster der Heiligen Thekla).